# ティティウス (小惑星)
ティティウス (1998 Titius) は、小惑星帯にある小惑星。アルフレート・ボーアマンがハイデルベルクのケーニッヒシュトゥール天文台で発見した。
太陽系の惑星の太陽からの距離に関する法則（ティティウス・ボーデの法則）を発見したドイツ人の天文学者ヨハン・ティティウスに因んで名付けられた。